# Anabasis (roślina)
Anabasis L. – rodzaj roślin z rodziny szarłatowatych (Amaranthaceae Juss.). Według The Plant List w obrębie tego rodzaju znajduje się 28 gatunków o nazwach zweryfikowanych i zaakceptowanych, podczas gdy kolejne 22 taksony mają status gatunków niepewnych (niezweryfikowanych). Występuje naturalnie na obszarze od basenu Morza Śródziemnego po Azję Środkową. Gatunkiem typowym jest A. aphylla L.

## Morfologia

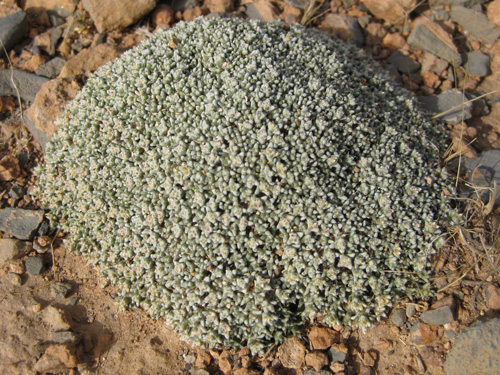
Pokrój gatunku A. aretioides

PokrójWiecznie zielone półkrzewy lub zielne byliny wyposażone w guzkowate łodygi.
LiścieUlistnienie jest naprzeciwległe. Liście są mięsiste, mają kształt łusek lub są szydłowate.
KwiatyPromieniste, obupłciowe, pojedyncze, rozwijają się w kątach pędów. Mają 5 błoniastych działek kielicha, mniej lub bardziej zrośniętych ze sobą. Pręcików jest 5, są wolne. Zalążnia jest górna, jednokomorowa.
OwoceNiełupki przybierające kształt pęcherzy, przez co sprawiają wrażenie jakby były napompowane. Owocnia jest mięsista.

## Systematyka
Pozycja systematyczna według APweb (aktualizowany system APG IV z 2016)Należy do rodziny szarłatowatych (Amaranthaceae) Juss., która wraz z siostrzanymi rodzinami Achatocarpaceae i goździkowate jest jednym z kladów w obrębie rzędu goździkowców (Caryophyllales) i klasy roślin okrytonasiennych.
Lista gatunków

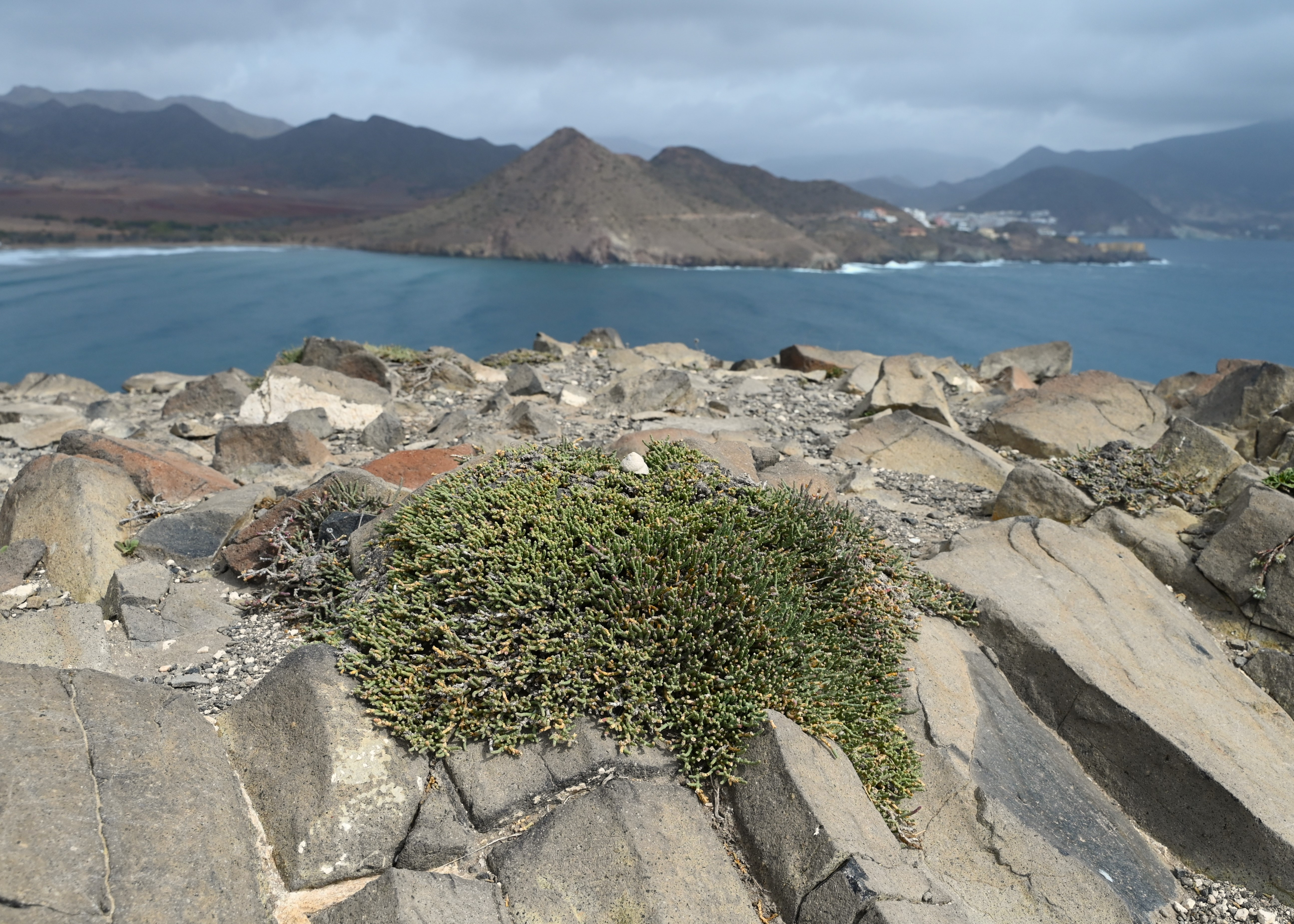
A. articulata

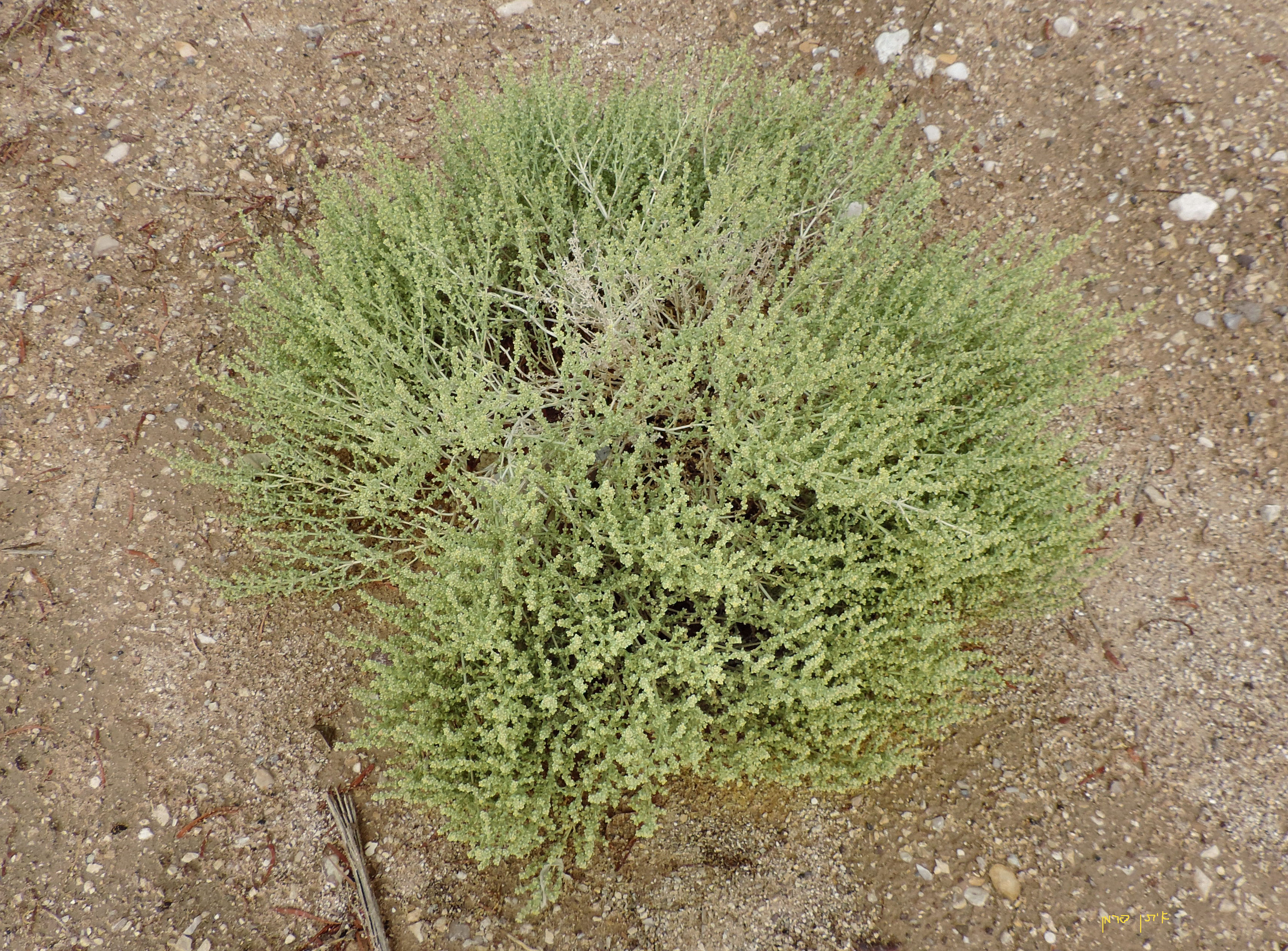
A. setifera

| - Anabasis al-rawii Aellen & El-Hakeem & Weinert - Anabasis aphylla L. - Anabasis aretioides Moq. & Coss. ex Bunge - Anabasis articulata (Forssk.) Moq. - Anabasis brachiata Fisch. & C.A.Mey. ex Kar. & Kir. - Anabasis brevifolia C.A.Mey. - Anabasis calcarea (Charif & Aellen) Bokhari & Wendelbo - Anabasis cretacea Pall. - Anabasis ebracteolata Korovin ex Botsch. - Anabasis ehrenbergii Schweinf. ex Boiss. - Anabasis elatior (C.A.Mey.) Schischk. - Anabasis eriopoda (Schrenk) Paulsen - Anabasis eugeniae Iljin - Anabasis ferganica Drobow | - Anabasis gypsicola Iljin - Anabasis haussknechtii Bunge ex Boiss. - Anabasis jaxartica (Bunge) Benth. ex Iljin - Anabasis lachnantha Aellen & Rech.f. - Anabasis macroptera Moq. - Anabasis oropediorum Maire - Anabasis pelliotii Danguy - Anabasis prostrata Pomel - Anabasis salsa (Ledeb.) Benth. ex Volkens - Anabasis setifera Moq. - Anabasis syriaca Iljin - Anabasis truncata (Schrenk) Bunge - Anabasis turgaica Iljin & Krasch. - Anabasis turkestanica Korovin ex Iljin |

## Zastosowanie
Gatunek A. aphylla zawiera alkaloidy, które są stosowane jako środek owadobójczy.